# مجموعه کوره‌های آجرپزی حجت‌آباد
مجموعه کوره‌های آجرپزی حجت‌آباد روستایی در دهستان سیستان بخش سیستان شهرستان کوهپایه استان اصفهان ایران است.

## جمعیت
بر پایه سرشماری عمومی نفوس و مسکن در سال ۱۳۹۵ جمعیت این روستا کمتر از ۳ خانوار بوده‌است.